# 南雄州
南雄州，中国宋朝、清朝的州。

南雄州在广东省的位置（1820年）

原为南汉雄州，北宋开宝四年（971年），因河北路有雄州，改广东的雄州为南雄州。治所在浈昌县，后改保昌县（今广东省南雄市）。包括今广东省南雄市、始兴县。属于广南东路。元朝至元十五年（1278年），改为南雄路。明朝洪武元年（1368年）改为南雄府。清朝嘉庆十一年（1806年），改为南雄州。属于广东省。1912年，改为南雄县。